# Spirostreptus macracanthus
Spirostreptus macracanthus är en mångfotingart som beskrevs av Carl Graf Attems 1914. Spirostreptus macracanthus ingår i släktet Spirostreptus och familjen Spirostreptidae. Inga underarter finns listade i Catalogue of Life.